# ژانا یورکینا
ژانا یورکینا (انگلیسی: Zhanna Yorkina؛ ۶ مه ۱۹۳۹ – ۲۵ مه ۲۰۱۵ (۷۶ سال)) یک زن نظامی شهروند اتحاد جماهیر شوروی بود که آموزش‌های لازم برای فضانوردی را پشت سر گذاشت اما هرگز به فضا اعزام نشد.
وی برندهٔ جوایزی همچون مدال بیستمین سال پیروزی در جنگ بزرگ میهنی (۱۹۴۵–۱۹۴۱) شده است.
ژانا یوکینا در سولتسی در استان نوگورود در اتحاد جماهیر شوروی به دنیا آمد. او از مؤسسه آموزشی شهر ریازان در رشته زبان انگلیسی فارغ‌التحصیل شد. او همچنین می‌توانست به زبان‌های آلمانی و فرانسوی سلیس صحبت کند که این موضوع در انتخاب او به عنوان فضانورد تأثیر زیادی داشت.

## گزینش به عنوان فضانورد
در دسامبر ۱۹۶۱، انتخاب کارآموزان زن فضانورد توسط دولت شوروی مجاز اعلام شد، با این هدف که مطمئن شوند اولین زنی که به فضا سفر می‌کند شهروند شوروی است. در فوریه ۱۹۶۲، یوکینا به عنوان عضوی از گروهی متشکل از پنج فضانورد زن انتخاب شد تا برای یک پرواز فضایی انفرادی در فضاپیمای وستوک آموزش ببینند. او در ۴ مارس ۱۹۶۲ به عنوان فضانورد انتخاب شد و در ۳ آوریل ۱۹۶۲ توسط کمیسیون پزشکی اتحاد جماهیر شوروی تأیید شد. سرگرمی شخصی او به عنوان یک چترباز باعث شد کاندیدای مناسبی برای فضانوردی تشخیص داده شود. او یک چترباز آماتور در باشگاه ریازان بود و همزمان به عنوان معلم زبان دبیرستان نیز کار می‌کرد. در سن ۲۲ سالگی، دولت شوروی از او پرسید که آیا حاضر است در یک آزمایش دولتی شرکت کند؟ اگرچه آنها او را فریب دادند و به وی اینطور توضیح دادند که در صورت قبولی قرار است از یک کشتی به بیرون بپرد. بعدها، او متوجه شد که منظور از کشتی در واقع یک سفینه فضایی وستوک بوده است. مانند چندین نفر دیگر در گروه، او نیز یک چترباز آماتور بود. در طول مراحل غربالگری داشتن مهارت چتربازی تقریباً یک الزام حیاتی محسوب می‌شد و افراد فاقد این مهارت واجد شرایط تشخیص داده نمی‌شدند. در حالی که علت این امر در آن زمان به عنوان یک دلیل محرمانه در نظر گرفته می‌شد، بعدها مشخص شد که به دلیل طراحی خاص مدل‌های اولیه فضاپیماهای شوروی، لازم بود فضانوردان در مرحله فرود از کپسول‌های خود خارج شوند و با یک چتر نجات برای فرود جداگانه از فضاپیما اقدام کنند. برای برآورده کردن شرایط و الزامات دشوار برنامه فضایی، نامزدهای زن باید کمتر از ۳۰ سال سن، کمتر از ۱۷۰ سانتی‌متر (۵ فوت یا ۷ اینچ) قد و کمتر از ۷۰ کیلوگرم (۱۵۴ پوند) وزن داشته باشند.

## تمرینات
یوکینا به همراه با چهار زن دیگر که برای برنامه فضایی انتخاب شده بودند مجبور شد برخی از شدیدترین تمرینات را در مدت شش ماه تحمل کنند، زیرا اتحاد جماهیر شوروی مصمم بود اولین زن را پیش از رقیبش ایالات متحده به فضا بفرستد. این آموزش‌های فشرده شامل کلاس‌های نجوم، هوانوردی و آموزش شنا و ژیمناستیک بود. آنها باید تحت |آزمون سانتریفیوژ قرار می‌گرفتند که یوکینا |آن را بسیار دشوار توصیف می‌کند. او اظهار داشت: «این احساس خوبی ندارد. اگر شکم خود را شل کنید، بیهوش می‌شوید که اغلب برای مردان نیز اتفاق افتاده است. ما هنگام آزمایش یک کنترل از راه دور در دست داشتیم. اگر آن را نگه دارید، به این معنی است که شما هوشیار بوده‌اید. اگر نه، شما از هوش رفته‌اید و شما را بیرون می‌آورند.»
آنها همچنین مجبور بودند از طریق اتاق حرارت مورد آزمون سازگاری قرار گیرند، جایی که در معرض دمای بالای ۴۰ درجه سانتیگراد (۱۰۴ درجه فارنهایت) با رطوبت ۳۰ درصد قرار گرفتند.
یورکینا در مقایسه با سایر فضانوردان زن بسیار ضعیف تشخیص داده شد و در نهایت والنتینا ترشکووا به عنوان نخستین زن برای اعزام به فضا انتخاب شد. او در ژوئن ۱۹۶۳ با فضاپیمای وستوک ۶ به مدار زمین پرتاب شد. پس از مرگ سرگئی کورولف، برنامه فضایی متوقف شد و همه فضانوردان به بخش توسعه فضاپیمای سایوز منتقل شدند. پس از لغو برنامه، یورکینا در مرکز آموزش فضانوردان یوری گاگارین مشغول به کار شد و یکی از فضانوردانی بود که در توسعه فضاپیمای اسپیرال شرکت داشت. او در ۱ اکتبر ۱۹۶۹ از برنامه فضایی شوروی کناره گرفت و در سال ۱۹۸۹ از خدمت نظامی بازنشسته شد.